# NHL 2021/22
Die NHL-Saison 2021/22 war die 105. Spielzeit der National Hockey League (NHL). Nach zwei durch die COVID-19-Pandemie verkürzten Saisons gelang es, zum üblichen Ablauf mit einer jeweils 82 Partien umfassenden regulären Saison vom 12. Oktober 2021 bis zum 1. Mai 2022 zurückzukehren. Auch die Einteilung der Divisions entsprach wieder der der Spielzeit 2019/20. Das Teilnehmerfeld wurde derweil um die neu gegründeten Seattle Kraken auf 32 Mannschaften erhöht.
Die Florida Panthers gewannen als punktbestes Team der regulären Saison ihre erste Presidents’ Trophy. Die Scorerliste führte abermals Connor McDavid an und errang somit die Art Ross Trophy, während auch Auston Matthews seinen Titel als bester Torjäger der Liga und somit die Maurice Richard Trophy verteidigte. Matthews wurde am Saisonende auch als MVP mit der Hart Memorial Trophy sowie dem Ted Lindsay Award geehrt.
Die Stanley-Cup-Playoffs 2022 begannen am 2. Mai 2022 und endeten am 26. Juni 2022 mit dem 4:2-Erfolg der Colorado Avalanche gegen die Tampa Bay Lightning.

## Ligabetrieb

### Expansion
Mit den Seattle Kraken erhielt die Liga ihr 32. Franchise, das seine Heimspiele in der Climate Pledge Arena von Seattle austrägt. In diesem Zusammenhang wurde im Juli 2021 der NHL Expansion Draft 2021 abgehalten. Die 82 Saisonspiele, die jedes Teams bestreiten soll, blieben davon unberührt. Allerdings wurde eine Veränderung der Aufteilung der Divisions nötig, so wechselten die Arizona Coyotes von der Pacific in die Central Division, während die Kraken der Pacific Division zugeordnet wurden. Somit bestehen nun alle vier Divisions aus jeweils acht Teams.

### Gehaltsobergrenze
Die Gehaltsobergrenze (Salary Cap) blieb für die Saison 2021/22 zum zweiten Mal in Folge unverändert bei 81,5 Millionen Dollar, was vorrangig mit den finanziellen Auswirkungen der COVID-19-Pandemie begründet wurde.

### Olympische Winterspiele 2022
Zum Zeitpunkt der Veröffentlichung des vorläufigen Spielplans im Juli 2021 stand noch nicht fest, ob die NHL ihre Profis zu den Olympischen Winterspielen 2022 nach Peking entsenden wird. Daher existierten zwei Spielpläne, einmal mit und einmal ohne etwa zweiwöchige Pause im Februar 2022. Diskussionspunkte bezüglich der Teilnahme waren nach wie vor Fragen rund um die COVID-19-Pandemie (Reisebeschränkungen, Hygieneprotokolle, Testungen usw.) sowie Versicherungsaspekte. Im September 2021 einigten sich NHL und NHLPA grundsätzlich darauf, ihre Profis nach Peking zu schicken, allerdings mit einer Opt-out-Regelung, falls sich die Situation rund um die Corona-Pandemie verschärfen sollte.
Am 22. Dezember 2021 wurde von dieser Opt-out-Regelung schließlich Gebrauch gemacht, sodass zum zweiten Mal in Folge keine NHL-Spieler an den Olympischen Spielen teilnahmen. Gary Bettman begründete dies mit der erneuten Verschärfung der Corona-Pandemie, so mussten aufgrund erneut steigender Fallzahlen bis zu diesem Zeitpunkt bereits 50 Spiele der regulären Saison verschoben werden. Man wolle die geplante Pause im Februar nun nutzen, um möglichst viele Partien nachzuholen. Bereits im Vorfeld waren zudem weitere Bedenken bezüglich der Pandemie geäußert worden, beispielsweise die Gefahr einer Infektion bzw. Erkrankung oder auch die lange Quarantäne bei einem positiven Test vor Ort.

### Veranstaltungen
Nach deutlichen Einschränkungen in den beiden Vorsaisons sollen in dieser Spielzeit wieder die üblichen besonderen Veranstaltungen während der regulären Saison stattfinden. Dazu gehört das NHL Winter Classic 2022, in dem sich am 1. Januar 2022 die Minnesota Wild und St. Louis Blues im Target Field von Minneapolis gegenüberstanden. Es folgte das NHL All-Star Game 2022, dessen Gastgeber die Vegas Golden Knights am 4. und 5. Februar waren. Am 26. Februar 2022 spielten dann im Rahmen der Stadium Series 2022 die Nashville Predators im Nissan Stadium von Nashville gegen die Tampa Bay Lightning, bevor am 13. März 2022 das NHL Heritage Classic 2022 ebenfalls unter freiem Himmel zwischen den Buffalo Sabres und Toronto Maple Leafs im Tim Hortons Field von Hamilton stattfand.

### Arenen
Die New York Islanders zogen in die neu errichtete UBS Arena um. Die Winnipeg Jets benannten ihre Heimspielstätte im Juli 2021 in Canada Life Centre um, während die Florida Panthers ihre Arena nur interimsweise als FLA Live Arena bezeichnen, bis ein neuer Sponsor gefunden ist. Diesen fanden derweil die Los Angeles Kings, die seit November 2021 in der Crypto.com Arena auflaufen.

### TV-Rechte
Der Zehnjahresvertrag mit NBC, der die Übertragungsrechte in den USA von 2011 bis 2021 an deren Sportsender „NBC Sports“ gebunden hatte, lief nach der Saison 2020/21 aus. Daher vergab die NHL ihre TV-Rechte für den US-Markt neu an ESPN/ABC und TNT, wobei ESPN/ABC, beide zur Walt Disney Company gehörend, den größeren Anteil erhielten. Mit beiden Anbietern wurde jeweils ein Vertrag über die folgenden sieben Spielzeiten geschlossen. Zudem sollen die jeweiligen Streaming-Dienste verstärkt an der Übertragung beteiligt sein: Hulu von Disney und HBO Max von Warner als Mutterkonzern von TNT. In Kanada verbleiben die Übertragungsrechte bei Sportsnet bzw. von diesem weitervermittelt bei CBC und TVA Sports (französischsprachig). Ebenfalls erhalten bleibt die US-amerikanische Version des hauseigenen NHL Network.

## Entry Draft
Der NHL Entry Draft 2021 fand am 23. und 24. Juli 2021 erneut per Videokonferenz statt. Mit dem First Overall Draft Pick wählten die Buffalo Sabres den kanadischen Abwehrspieler Owen Power aus. Auf den Plätzen zwei und drei folgten der US-amerikanische Center Matty Beniers für die Seattle Kraken und der kanadische Center Mason McTavish für die Anaheim Ducks. Insgesamt wurden in sieben Runden 223 Spieler von den NHL-Teams gedraftet.

### Top-5-Picks
| #  | Spieler        | Nationalität       | Position | NHL-Team              | College-/Junioren-/Profi-Team                       |
| -- | -------------- | ------------------ | -------- | --------------------- | --------------------------------------------------- |
| 1. | Owen Power     | Kanada             | D        | Buffalo Sabres        | University of Michigan (NCAA)                       |
| 2. | Matty Beniers  | Vereinigte Staaten | C        | Seattle Kraken        | University of Michigan (NCAA)                       |
| 3. | Mason McTavish | Kanada             | C        | Anaheim Ducks         | EHC Olten (Swiss League)                            |
| 4. | Luke Hughes    | Vereinigte Staaten | D        | New Jersey Devils     | USA Hockey National Team Development Program (USHL) |
| 5. | Kent Johnson   | Kanada             | C        | Columbus Blue Jackets | University of Michigan (NCAA)                       |

## Reguläre Saison

### Tabellen
Abkürzungen: GP = Spiele, W = Siege, L = Niederlagen, OTL = Niederlage nach Overtime bzw. Shootout, GF = Erzielte Tore, GA = Gegentore, Pts = Punkte

Erläuterungen:  = Playoff-Qualifikation,  = Conference-Sieger,  = Presidents’-Trophy-Gewinner

#### Eastern Conference

##### Atlantic Division
| Rang | Atlantic Division   | GP | W  | L  | OTL | GF  | GA  | Pts |
| ---- | ------------------- | -- | -- | -- | --- | --- | --- | --- |
| 1.   | Florida Panthers    | 82 | 58 | 18 | 6   | 340 | 246 | 122 |
| 2.   | Toronto Maple Leafs | 82 | 54 | 21 | 7   | 315 | 253 | 115 |
| 3.   | Tampa Bay Lightning | 82 | 51 | 23 | 8   | 287 | 233 | 110 |

##### Metropolitan Division
| Rang | Metropolitan Division | GP | W  | L  | OTL | GF  | GA  | Pts |
| ---- | --------------------- | -- | -- | -- | --- | --- | --- | --- |
| 1.   | Carolina Hurricanes   | 82 | 54 | 20 | 8   | 278 | 202 | 116 |
| 2.   | New York Rangers      | 82 | 52 | 24 | 6   | 254 | 207 | 110 |
| 3.   | Pittsburgh Penguins   | 82 | 46 | 25 | 11  | 272 | 229 | 103 |

##### Wild-Card-Teams
| Rang | Wild-Card-Teams       | Division | GP | W  | L  | OTL | GF  | GA  | Pts |
| ---- | --------------------- | -------- | -- | -- | -- | --- | --- | --- | --- |
| 1.   | Boston Bruins         | ATL      | 82 | 51 | 26 | 5   | 255 | 220 | 107 |
| 2.   | Washington Capitals   | MET      | 82 | 44 | 26 | 12  | 275 | 245 | 100 |
|      |                       |          |    |    |    |     |     |     |     |
| 3.   | New York Islanders    | MET      | 82 | 37 | 35 | 10  | 231 | 237 | 84  |
| 4.   | Columbus Blue Jackets | MET      | 82 | 37 | 38 | 7   | 262 | 300 | 81  |
| 5.   | Buffalo Sabres        | ATL      | 82 | 32 | 39 | 11  | 232 | 290 | 75  |
| 6.   | Detroit Red Wings     | ATL      | 82 | 32 | 40 | 10  | 230 | 312 | 74  |
| 7.   | Ottawa Senators       | ATL      | 82 | 33 | 42 | 7   | 227 | 266 | 73  |
| 8.   | New Jersey Devils     | MET      | 82 | 27 | 46 | 9   | 248 | 307 | 63  |
| 9.   | Philadelphia Flyers   | MET      | 82 | 25 | 46 | 11  | 211 | 298 | 61  |
| 10.  | Canadiens de Montréal | ATL      | 82 | 22 | 49 | 11  | 221 | 319 | 55  |

#### Western Conference

##### Central Division
| Rang | Central Division   | GP | W  | L  | OTL | GF  | GA  | Pts |
| ---- | ------------------ | -- | -- | -- | --- | --- | --- | --- |
| 1.   | Colorado Avalanche | 82 | 56 | 29 | 7   | 312 | 234 | 119 |
| 2.   | Minnesota Wild     | 82 | 53 | 22 | 7   | 310 | 253 | 113 |
| 3.   | St. Louis Blues    | 82 | 49 | 22 | 11  | 311 | 242 | 109 |

##### Pacific Division
| Rang | Pacific Division  | GP | W  | L  | OTL | GF  | GA  | Pts |
| ---- | ----------------- | -- | -- | -- | --- | --- | --- | --- |
| 1.   | Calgary Flames    | 82 | 50 | 21 | 11  | 293 | 208 | 111 |
| 2.   | Edmonton Oilers   | 82 | 49 | 27 | 6   | 290 | 252 | 104 |
| 3.   | Los Angeles Kings | 82 | 44 | 27 | 11  | 239 | 236 | 99  |

##### Wild-Card-Teams
| Rang | Wild-Card-Teams      | Division | GP | W  | L  | OTL | GF  | GA  | Pts |
| ---- | -------------------- | -------- | -- | -- | -- | --- | --- | --- | --- |
| 1.   | Dallas Stars         | CEN      | 82 | 46 | 30 | 6   | 238 | 246 | 98  |
| 2.   | Nashville Predators  | CEN      | 82 | 45 | 30 | 7   | 266 | 252 | 97  |
|      |                      |          |    |    |    |     |     |     |     |
| 3.   | Vegas Golden Knights | PAC      | 82 | 43 | 31 | 8   | 266 | 248 | 94  |
| 4.   | Vancouver Canucks    | PAC      | 82 | 40 | 30 | 12  | 249 | 236 | 92  |
| 5.   | Winnipeg Jets        | CEN      | 82 | 39 | 32 | 11  | 252 | 257 | 89  |
| 6.   | San Jose Sharks      | PAC      | 82 | 32 | 37 | 13  | 214 | 264 | 77  |
| 7.   | Anaheim Ducks        | PAC      | 82 | 31 | 37 | 14  | 232 | 271 | 76  |
| 8.   | Chicago Blackhawks   | CEN      | 82 | 28 | 42 | 12  | 219 | 291 | 68  |
| 9.   | Seattle Kraken       | PAC      | 82 | 27 | 49 | 6   | 216 | 285 | 60  |
| 10.  | Arizona Coyotes      | CEN      | 82 | 25 | 50 | 7   | 207 | 313 | 57  |

### Beste Scorer

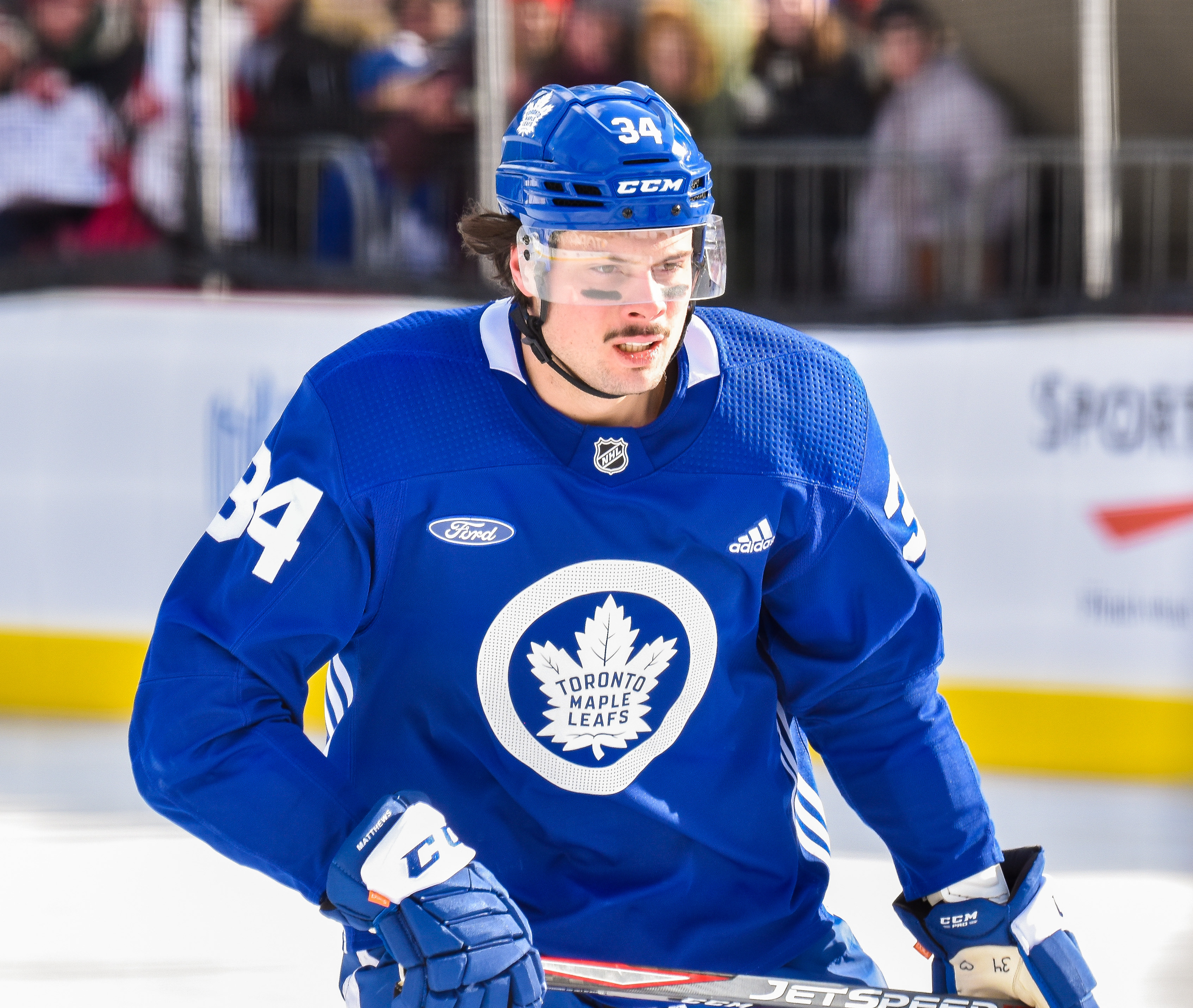
Auston Matthews, bester Torschütze und Gewinner der Maurice Richard Trophy.

In der Saison 2021/22 fielen im Schnitt etwa 0,2 Tore mehr pro Spiel als im Vorjahr, was sich unter anderem in zahlreichen Scoring-Bestwerten niederschlug. Acht Spieler erreichten die Marke von 100 Punkten, so viele wie zuletzt in der Saison 1995/96. Connor McDavid führte die Liga dabei mit 123 Punkten an und gewann somit seine vierte Art Ross Trophy in den letzten sechs Jahren. Auston Matthews verteidigte derweil die Maurice Richard Trophy als bester Torjäger, wobei er die Marke von 60 Treffern erreichte – zehn Jahre, nachdem dies zuletzt Steven Stamkos gelungen war. Bester Vorbereiter wurde Jonathan Huberdeau mit 85 Assists, während Johnny Gaudreau die Plus/Minus-Statistik mit einem Wert von +64 anführte – zuletzt übertroffen von Wayne Gretzky (1986/87; +69). Die Abwehrspieler der Liga führte Roman Josi an, dessen 96 Scorerpunkte zuletzt Phil Housley (97) in der Spielzeit 1992/93 erreicht hatte.
Abkürzungen: Sp = Spiele, T = Tore, V = Assists, Pkt = Punkte, +/− = Plus/Minus, SM = Strafminuten; Fett: Bestwert
| Spieler            | Mannschaft          | Sp | T  | V  | Pkt | +/− | SM |
| ------------------ | ------------------- | -- | -- | -- | --- | --- | -- |
| Connor McDavid     | Edmonton Oilers     | 80 | 44 | 79 | 123 | +28 | 45 |
| Johnny Gaudreau    | Calgary Flames      | 82 | 40 | 75 | 115 | +64 | 26 |
| Jonathan Huberdeau | Florida Panthers    | 80 | 30 | 85 | 115 | +35 | 54 |
| Leon Draisaitl     | Edmonton Oilers     | 80 | 55 | 55 | 110 | +17 | 40 |
| Kirill Kaprisow    | Minnesota Wild      | 81 | 47 | 61 | 108 | +27 | 34 |
| Auston Matthews    | Toronto Maple Leafs | 73 | 60 | 46 | 106 | +20 | 18 |
| Steven Stamkos     | Tampa Bay Lightning | 81 | 42 | 64 | 106 | +24 | 36 |
| Matthew Tkachuk    | Calgary Flames      | 82 | 42 | 62 | 104 | +57 | 68 |
| J. T. Miller       | Vancouver Canucks   | 80 | 32 | 67 | 99  | +15 | 47 |
| Mitchell Marner    | Toronto Maple Leafs | 72 | 35 | 62 | 97  | +23 | 16 |

### Beste Torhüter
Die kombinierte Tabelle zeigt die jeweils drei besten Torhüter in den Kategorien Gegentorschnitt und Fangquote sowie die jeweils Führenden in den Kategorien Shutouts und Siege.
Abkürzungen: GP = Spiele, TOI = Eiszeit (in Minuten), W = Siege, L = Niederlagen, OTL = Overtime-Niederlagen, GA = Gegentore, SO = Shutouts, Sv% = gehaltene Schüsse (in %), GAA = Gegentorschnitt; Fett: Saisonbestwert
Es werden nur Torhüter erfasst, die mindestens 25 Spiele absolviert haben. Sortiert nach bestem Gegentorschnitt.
| Spieler            | Team                | GP | TOI     | W  | L  | OTL | GA  | SO | Sv%  | GAA  |
| ------------------ | ------------------- | -- | ------- | -- | -- | --- | --- | -- | ---- | ---- |
| Igor Schestjorkin  | New York Rangers    | 53 | 3070:32 | 36 | 13 | 4   | 106 | 6  | 93,5 | 2,07 |
| Frederik Andersen  | Carolina Hurricanes | 52 | 3070:53 | 35 | 14 | 3   | 111 | 4  | 92,2 | 2,17 |
| Jacob Markström    | Calgary Flames      | 63 | 3695:50 | 37 | 15 | 9   | 137 | 9  | 92,2 | 2,22 |
| Ilja Sorokin       | New York Islanders  | 52 | 3072:17 | 26 | 18 | 8   | 123 | 7  | 92,5 | 2,40 |
| Andrei Wassilewski | Tampa Bay Lightning | 63 | 3760:45 | 39 | 18 | 5   | 156 | 2  | 91,6 | 2,49 |
| Sergei Bobrowski   | Florida Panthers    | 54 | 3082:10 | 39 | 7  | 3   | 137 | 3  | 91,3 | 2,67 |

### Beste Rookiescorer
Der bereits 26 Jahre alte Kanadier Michael Bunting führte die Rookie-Scorerliste mit 63 Punkten an. Bester Torjäger wurde Tanner Jeannot von den Nashville Predators mit 24 Treffern, während Moritz Seider die Verteidiger mit 50 Punkten anführte und darüber hinaus die meisten Vorlagen (43) gab. Anton Lundell erreichte derweil mit +33 die beste Plus/Minus-Statistik. Zudem waren unter den besten fünf Scorern Trevor Zegras und Lucas Raymond vertreten.
Abkürzungen: Sp = Spiele, T = Tore, V = Assists, Pkt = Punkte, +/− = Plus/Minus, SM = Strafminuten; Fett: Bestwert
| Spieler         | Mannschaft          | Sp | T  | V  | Pkt | +/− | SM |
| --------------- | ------------------- | -- | -- | -- | --- | --- | -- |
| Michael Bunting | Toronto Maple Leafs | 79 | 23 | 40 | 63  | +27 | 80 |
| Trevor Zegras   | Anaheim Ducks       | 75 | 23 | 38 | 61  | −21 | 50 |
| Lucas Raymond   | Detroit Red Wings   | 82 | 23 | 34 | 57  | −32 | 16 |
| Moritz Seider   | Detroit Red Wings   | 82 | 7  | 43 | 50  | −9  | 34 |
| Anton Lundell   | Florida Panthers    | 65 | 18 | 26 | 44  | +33 | 18 |

## Stanley-Cup-Playoffs
|  | Conference-Viertelfinale | Conference-Viertelfinale | Conference-Viertelfinale |    |                     | Conference-Halbfinale | Conference-Halbfinale | Conference-Halbfinale |  |  | Conference-Finale | Conference-Finale | Conference-Finale |  |  | Stanley-Cup-Finale | Stanley-Cup-Finale | Stanley-Cup-Finale |
|  |                          |                          |                          |    |                     |                       |                       |                       |  |  |                   |                   |                   |  |  |                    |                    |                    |
|  | A1                       | Florida Panthers         | 4                        |    |                     |                       |                       |                       |  |  |                   |                   |                   |  |  |                    |                    |                    |
|  | EWC2                     | Washington Capitals      | 2                        |    |                     |                       |                       |                       |  |  |                   |                   |                   |  |  |                    |                    |                    |
|  | EWC2                     | Washington Capitals      | 2                        | A1 | Florida Panthers    | 0                     |                       |                       |  |  |                   |                   |                   |  |  |                    |                    |                    |
|  |                          |                          |                          | A1 | Florida Panthers    | 0                     | Eastern Conference    |                       |  |  |                   |                   |                   |  |  |                    |                    |                    |
|  |                          | A3                       | Tampa Bay Lightning      | 4  |                     |                       |                       |                       |  |  |                   |                   |                   |  |  |                    |                    |                    |
|  | A2                       | A3                       | Tampa Bay Lightning      | 4  | Toronto Maple Leafs | 3                     |                       |                       |  |  |                   |                   |                   |  |  |                    |                    |                    |
|  | A2                       |                          |                          |    | Toronto Maple Leafs | 3                     |                       |                       |  |  |                   |                   |                   |  |  |                    |                    |                    |
|  | A3                       | Tampa Bay Lightning      | 4                        |    |                     |                       |                       |                       |  |  |                   |                   |                   |  |  |                    |                    |                    |
|  | A3                       | Tampa Bay Lightning      | 4                        | A3 | Tampa Bay Lightning | 4                     |                       |                       |  |  |                   |                   |                   |  |  |                    |                    |                    |
|  |                          |                          |                          |    |                     |                       |                       |                       |  |  |                   |                   |                   |  |  |                    |                    |                    |
|  |                          | M2                       | New York Rangers         | 2  |                     |                       |                       |                       |  |  |                   |                   |                   |  |  |                    |                    |                    |
|  | M1                       | M2                       | New York Rangers         | 2  | Carolina Hurricanes | 4                     |                       |                       |  |  |                   |                   |                   |  |  |                    |                    |                    |
|  | M1                       |                          |                          |    | Carolina Hurricanes | 4                     |                       |                       |  |  |                   |                   |                   |  |  |                    |                    |                    |
|  | EWC1                     | Boston Bruins            | 3                        |    |                     |                       |                       |                       |  |  |                   |                   |                   |  |  |                    |                    |                    |
|  | EWC1                     | Boston Bruins            | 3                        | M1 | Carolina Hurricanes | 3                     |                       |                       |  |  |                   |                   |                   |  |  |                    |                    |                    |
|  |                          |                          |                          | M1 | Carolina Hurricanes | 3                     |                       |                       |  |  |                   |                   |                   |  |  |                    |                    |                    |
|  |                          | M2                       | New York Rangers         | 4  |                     |                       |                       |                       |  |  |                   |                   |                   |  |  |                    |                    |                    |
|  | M2                       | M2                       | New York Rangers         | 4  | New York Rangers    | 4                     |                       |                       |  |  |                   |                   |                   |  |  |                    |                    |                    |
|  | M2                       |                          |                          |    | New York Rangers    | 4                     |                       |                       |  |  |                   |                   |                   |  |  |                    |                    |                    |
|  | M3                       | Pittsburgh Penguins      | 3                        |    |                     |                       |                       |                       |  |  |                   |                   |                   |  |  |                    |                    |                    |
|  | M3                       | Pittsburgh Penguins      | 3                        | A3 | Tampa Bay Lightning | 2                     |                       |                       |  |  |                   |                   |                   |  |  |                    |                    |                    |
|  |                          |                          |                          |    |                     |                       |                       |                       |  |  |                   |                   |                   |  |  |                    |                    |                    |
|  |                          | C1                       | Colorado Avalanche       | 4  |                     |                       |                       |                       |  |  |                   |                   |                   |  |  |                    |                    |                    |
|  | C1                       | C1                       | Colorado Avalanche       | 4  | Colorado Avalanche  | 4                     |                       |                       |  |  |                   |                   |                   |  |  |                    |                    |                    |
|  | C1                       |                          |                          |    | Colorado Avalanche  | 4                     |                       |                       |  |  |                   |                   |                   |  |  |                    |                    |                    |
|  | WWC2                     | Nashville Predators      | 0                        |    |                     |                       |                       |                       |  |  |                   |                   |                   |  |  |                    |                    |                    |
|  | WWC2                     | Nashville Predators      | 0                        | C1 | Colorado Avalanche  | 4                     |                       |                       |  |  |                   |                   |                   |  |  |                    |                    |                    |
|  |                          |                          |                          | C1 | Colorado Avalanche  | 4                     |                       |                       |  |  |                   |                   |                   |  |  |                    |                    |                    |
|  |                          | C3                       | St. Louis Blues          | 2  |                     |                       |                       |                       |  |  |                   |                   |                   |  |  |                    |                    |                    |
|  | C2                       | C3                       | St. Louis Blues          | 2  | Minnesota Wild      | 2                     |                       |                       |  |  |                   |                   |                   |  |  |                    |                    |                    |
|  | C2                       |                          |                          |    | Minnesota Wild      | 2                     |                       |                       |  |  |                   |                   |                   |  |  |                    |                    |                    |
|  | C3                       | St. Louis Blues          | 4                        |    |                     |                       |                       |                       |  |  |                   |                   |                   |  |  |                    |                    |                    |
|  | C3                       | St. Louis Blues          | 4                        | C1 | Colorado Avalanche  | 4                     |                       |                       |  |  |                   |                   |                   |  |  |                    |                    |                    |
|  |                          |                          |                          |    |                     |                       |                       |                       |  |  |                   |                   |                   |  |  |                    |                    |                    |
|  |                          | P2                       | Edmonton Oilers          | 0  |                     |                       |                       |                       |  |  |                   |                   |                   |  |  |                    |                    |                    |
|  | P1                       | P2                       | Edmonton Oilers          | 0  | Calgary Flames      | 4                     |                       |                       |  |  |                   |                   |                   |  |  |                    |                    |                    |
|  | P1                       |                          |                          |    | Calgary Flames      | 4                     |                       |                       |  |  |                   |                   |                   |  |  |                    |                    |                    |
|  | WWC1                     | Dallas Stars             | 3                        |    |                     |                       |                       |                       |  |  |                   |                   |                   |  |  |                    |                    |                    |
|  | WWC1                     | Dallas Stars             | 3                        | P1 | Calgary Flames      | 1                     |                       |                       |  |  |                   |                   |                   |  |  |                    |                    |                    |
|  |                          |                          |                          | P1 | Calgary Flames      | 1                     | Western Conference    |                       |  |  |                   |                   |                   |  |  |                    |                    |                    |
|  |                          | P2                       | Edmonton Oilers          | 4  |                     |                       |                       |                       |  |  |                   |                   |                   |  |  |                    |                    |                    |
|  | P2                       | P2                       | Edmonton Oilers          | 4  | Edmonton Oilers     | 4                     |                       |                       |  |  |                   |                   |                   |  |  |                    |                    |                    |
|  | P2                       |                          |                          |    | Edmonton Oilers     | 4                     |                       |                       |  |  |                   |                   |                   |  |  |                    |                    |                    |
|  | P3                       | Los Angeles Kings        | 3                        |    |                     |                       |                       |                       |  |  |                   |                   |                   |  |  |                    |                    |                    |

## NHL Awards und vergebene Trophäen
| Auszeichnung                          | Auszeichnung                   | Team                  |
| ------------------------------------- | ------------------------------ | --------------------- |
| Stanley Cup                           | Stanley Cup                    | Colorado Avalanche    |
| Clarence S. Campbell Bowl             | Clarence S. Campbell Bowl      | Colorado Avalanche    |
| Prince of Wales Trophy                | Prince of Wales Trophy         | Tampa Bay Lightning   |
| Presidents’ Trophy                    | Presidents’ Trophy             | Florida Panthers      |
| Auszeichnung                          | Spieler                        | Team                  |
| Art Ross Trophy                       | Connor McDavid                 | Edmonton Oilers       |
| Bill Masterton Memorial Trophy        | Carey Price                    | Canadiens de Montréal |
| Calder Memorial Trophy                | Moritz Seider                  | Detroit Red Wings     |
| Conn Smythe Trophy                    | Cale Makar                     | Colorado Avalanche    |
| Frank J. Selke Trophy                 | Patrice Bergeron               | Boston Bruins         |
| Hart Memorial Trophy                  | Auston Matthews                | Toronto Maple Leafs   |
| Jack Adams Award                      | Darryl Sutter                  | Calgary Flames        |
| James Norris Memorial Trophy          | Cale Makar                     | Colorado Avalanche    |
| King Clancy Memorial Trophy           | P. K. Subban                   | New Jersey Devils     |
| Lady Byng Memorial Trophy             | Kyle Connor                    | Winnipeg Jets         |
| Mark Messier Leadership Award         | Anže Kopitar                   | Los Angeles Kings     |
| Maurice ‚Rocket‘ Richard Trophy       | Auston Matthews                | Toronto Maple Leafs   |
| NHL General Manager of the Year Award | Joe Sakic                      | Colorado Avalanche    |
| NHL Plus/Minus Award (inoffiziell)    | Johnny Gaudreau                | Calgary Flames        |
| Ted Lindsay Award                     | Auston Matthews                | Toronto Maple Leafs   |
| Vezina Trophy                         | Igor Schestjorkin              | New York Rangers      |
| William M. Jennings Trophy            | Frederik Andersen Antti Raanta | Carolina Hurricanes   |

### All-Star-Teams
| First All-Star-Team |                                                     |
| Angriff:            | Johnny Gaudreau – Auston Matthews – Mitchell Marner |
| Verteidigung:       | Roman Josi – Cale Makar                             |
| Tor:                | Igor Schestjorkin                                   |

| Second All-Star-Team |                                                       |
| Angriff:             | Jonathan Huberdeau – Connor McDavid – Matthew Tkachuk |
| Verteidigung:        | Victor Hedman – Charlie McAvoy                        |
| Tor:                 | Jacob Markström                                       |

### All-Rookie-Team
| All-Rookie-Team |                                                 |
| Angriff:        | Michael Bunting – Lucas Raymond – Trevor Zegras |
| Verteidigung:   | Alexandre Carrier – Moritz Seider               |
| Tor:            | Jeremy Swayman                                  |